# Lanseria International Airport
Lanseria International Airport is een internationale luchthaven ten noordwesten van Johannesburg in Zuid-Afrika. Ze ligt op ca. 19 km afstand van de voorstad Sandton, het nieuwe financiële centrum van Zuid-Afrika. Ze wordt vooral gebruikt voor chartervluchten, VIP- en zakenvluchten. Ze is geschikt voor straalvliegtuigen tot de omvang van een Boeing 757-300 of Airbus A319.

## Geschiedenis
De luchthaven werd geopend in 1974 en werd aanvankelijk uitgebaat door de Lanseria Management Company (opgericht door twee piloten uit Pretoria, Fanie Haacke en Abe Sher), die het terrein huurde van de eigenaars, de gemeentebesturen van Krugersdorp en Roodepoort en de overheid van Transvaal.
Tussen 1979 en 1991 was het ook een basis van de Zuid-Afrikaanse luchtmacht.
In 1991 werd de luchthaven verkocht aan een consortium van privé-investeerders.
Tussen 1999 en 2002 werd het luchthavengebouw uitgebreid en werden de landings- en taxibanen verbreed en gemoderniseerd om de toename van het passagiers- en vrachtvervoer op te vangen.